# Наркос
Наркос (енгл. Narcos) је америчка криминална драма, веб телевизијска серија, коју су креирали и продуцирали Крис Бранкато, Карло Бернард и Даг Миро.
Постављена и снимљена у Колумбији, прве две сезоне базиране су на причи о највећем наркобосу и кријумчару Паблу Ескобару, који је постао милијардер кроз производњу и дистрибуцију кокаина, док се такође фокусира на Ескобарове интеракције са осталим наркобосовима, агентима из управе за сузбијање дроге и осталим супарницима. Трећа сезона нас води даље након пада Ескобара и наставља да прати агенте који се супротстављају порасту злогласног Кали картела.
Прву сезону, која обухвата 10 епизода, премијерно је приказала Нетфликс компанија 28. августа 2015. Касније је најављена друга сезона серије, која је премијерно приказана 2. септембра 2016, са такође 10 епизода. 6. септембра 2016. Нетфликс је најавио трећу и четврту сезону. Трећа сезона је премијерно приказана 1. септембра 2017.

## Сажетак
| Сезона | Број епизода | Премијера          |
| ------ | ------------ | ------------------ |
| 1      | 10           | 28. август 2015.   |
| 2      | 10           | 2. септембар 2016. |
| 3      | 10           | 1. септембар 2017. |

### Прва сезона (2015)
Прва сезона се хронолошки базира на живот Пабла Ескобара од касних 1970-тих, када је први пут произвео кокаин, па све до јула 1992. Серија се односи на главне догађаје који су се дешавали у Колумбији у току овог времена и Ескобарове везе са њима. Речено је кроз перспективу Стива Марфија, америчког агента који ради у Колумбији. Серија приказује како се Ескобар први развија у трговини кокаина у Колумбији. Он је први успоставио црно тржиште у Меделину, као и кретање камиона пуних вредне илегалне робе(алкохол, цигарете и кућни апарати) у Колумбији за време када је то стриктно забрањено. Када се упознао са Матеом Мореном, чилеанским изгнаником и подземним хемичаром, који је предложио идеју о заједничком бизнису, са Мореновом производњом и Ескобаровом дистрибуцијом нове, профитабилне дроге - кокаина. Они се шире даље поред Моренове прераде кокаина прављењем додатних, већих лабораторија у џунглама, користећи стручњака Карлоса Ледера, који транспортује њихов производ у товарима за Мајами, што даје озлоглашеност међу богатима и познатима. Веома брзо, Пабло развија веће лабораторије и што ефектније дистрибутивне руте у Сједињене Америчке Државе да задовољи све већу потражњу. Са порастом кокаина у дрогу од значаја на америчком тржишту, један је од узрока великог тока америчких долара у Колумбију и повећање насиља везаног за дрогу у САД. Стога, Американци шаљу своје агенте из управе за сузбијање дроге (енгл. DEA) како би решили проблем. Марфију је додељен партнер Хавијер Пења. Сврха Марфијевог задатка је да сарађује са колумбијском власти, предвођеном од стране Колонела Кариља, да стану на пут извозу кокаина у Сједињене Америчке Државе. Сезона се завршава тако што Ескобар бежи из затвора.

### Друга сезона (2016)
Друга сезона наставља тамо где је прва сезона завршена. Војници налазе Ескобара и његову колону возила изван граница затвора "Ла Катедрал", али су били сувише далеко да би могли да га ухапсе. Амбасада Сједињених Америчких Држава шаље новог амбасадора који убаца и Централну обавештајну агенцију (енгл. CIA) у игру. У почетку се јављају сумње код Ескобара да ли ће задржати лојалност свог картела. Ова лојалност, међутим, почиње да опада са недовољним временом и ресурсима Ескобара да се крије од владе. Међу триковима, које је користио како би се неприметно кретао по граду, је тај што се возио у гепеку таксија, а користио је децу шпијуне који су пратили куда се кретала полиција и обавештавали га о томе.
На почетку, Ескобар се лако навикао на нов начин живота, давао је паре сиромашним сународницима, док је немилосрдно убијао све који су покушавали да стану на пут његовој империји. Полиција Колумбије и Ескобар су започели велике ратове, што доводи до тензија и немира у Колумбији. Ескобарови непријатељи из Кали Картела, формирали су неочекивани савез са избаченим члановима из његовог картела, као и са антикомунистичком паравојном јединицом. Агент Пења тајно ради са овом групом, која убија чланове Пабловог картела и преузима одговорност под именом "Лос Пепес". Након што су ухватили двојицу из врха Ескобаровог картела, издали су га, због чега је он морао да бежи. Његов телохранитељ и он су се сакрили у сигурној кући где је прославио свој 44. рођендан. Када је Пабло покушавао да успостави контакт са својом фамилијом, управа за сузбијање наркотика и војска су га пронашли преко радио станице за прислушкивање и одредили његове координате, након чега су га сатерали на кров те куће. Пабло је ту погођен два пута у обостраној пуцњави, и иако је могао да преживи то рањавање, колумбијски полицајац Трухило га је убио, говорећи "живела Колумбија!".
Ескобарова жена Тата одлази у Кали картел да затражи помоћ како би напустила земљу. Пења се враћа у САД, очекујући да се одбаци оптужба против њега од стране дисциплинског комитета због његовом удруживања са Лос Пепесом, али је био изненађен када су га питали да предводи акцију против Кали картела, што значи да ће и даље радити за управу за сузбијање наркотика.

### Трећа сезона (2017)
Трећа сезона је приказана 1. септембра 2017. године. Прича се наставља после смрти Пабла Ескобара и приказује борбу управе за сузбијање наркотика против Кали картела. С обзиром да Ескобара више нема, пословање картела Кали је текло убрзано са новим тржиштима по САД и осталим државама. На изненађење свих, лидер Кали картела, Жилберто Родригез Орехела, је најавио да ће у наредних 6 месеци оставити посао са кокаином и фокусирати се на правне пословне интересе. Одлука је испуњена након чега је дошло до различитих мишљења унутар картела.

## Глумци

### Главни глумци
- Вагнер Моура као Пабло Ескобар - Колумбијски наркобос и вођа Меделин картела (сезоне 1-2)
- Педро Паскал као Хавијер Пења - агент из управе за сузбијање наркотика којем је дат задатак да сруши Ескобара и у трећој сезони Кали картел (сезоне 1-3)
- Бојд Холбрук као Стив Марфи - агент из управе за сузбијање наркотика ангажован да сруши Ескобара (сезоне 1-2)[7]
- Џона Кристи као Кони Марфи - Стивова жена, болничарка која ради у локалној болници (сезоне 1-2)[8]
- Хуан Пабло Раба као Густаво Гавирија - Ескобаров рођак и један од оснивача Меделин картела (глумио у првој сезони; у другој као гост)
- Маурис Комте као Хорацио Кариљо - колумбијски шеф полиције и командир истраживачког блока, на основу пуковника Хуга Мартинеза[9] (глумио у првој сезони; појављује се другој сезони)
- Дијего Катано као Хуан Дијего "Ла Кика" Диаз - убица ангажован од стране Меделин картела, на основу Данденија Муњоза Москере (сезоне 1-2)
- Хорхе А. Хименез као Роберто "Отров" Рамос - плаћени убица ангажован од стране Меделин картела, који често са Ла Киком дискутује о томе ко је више људи убио (глумио у првој сезони; у другој као гост)
- Паулина Гајтан као Тата Ескобар - Ескобарова жена, на основу Марије Хенао (сезоне 1-2)
- Паулина Гарсија као Хермилда Гавириа - Ескобарова мајка, бивша колумбијска учитељица (сезоне 1-2)
- Стефани Сигман као Валерија Велез - колумбијска новинарка, која је такође била и Паблова љубавница, на основу Вирџиније Ваљехо[10] (глумила у првој сезони, враћа се у другој сезони)
- Бруно Бихир као Фернандо Дуке - колумбијски адвокат који је представљао Пабла Ескобара, био је веза са колумбијском владом (сезоне 1-2)
- Раул Мендез као Цезар Гавириа - колумбијски економиста и политичар и 28. председник Коллумбије (сезоне 1-2)
- Мањоло Кардона као Едуардо Сандовал - заменик министра правде у Гавиријиној председничкој управи[11] (сезоне 1-2)
- Кристина Умана као Џуди Монкада - бивши вођа Меделин картела, која је након убиства њеног мужа Кика од стране Ескобара, напустила картел и придружила се картелу Кали и Лос Пепес удружењу; њен лик је базиран на основу стварног живота Доли Монкаде[12] (глумила у првој сезони; појављује се другој)
- Алберто Аман као Хелмер "Пачо" Херера - колумбијски наркобос и један од оснивача Кали картела (појављује се у првој сезони; глуми у другој и трећој сезони)
- Дамјан Алкараз као Жилберто Родригез Орехела - Вођа Кали картела и један од главних непријатеља Пабла Ескобара (сезоне 2-3)
- Ерик Ланџ као Бил Стехнер - шеф станице Централне Обавештајне Агенције у Колумбији (сезоне 2-3)
- Хуан Пабло Шук као пуковник Хуго Мартинез - Кариљов наследник на месту командира истраживачког блока (глумио у другој сезони; у трећој као гост)
- Франциско Денис као Мигел Родригез Орехела - један од оснивача Кали картела и Жилбертов млађи брат (глумио у трећој сезони; у другој као гост)
- Пепе Рапацоте као Хозе "Чепе" Сантакруз-Лондоно - један од главних чланова Кали картела који је обављао операције по Њујорку (сезона 3)
- Матијас Варела као Хорхе Салседо - Шеф обезбеђења Кали картела (сезона 3)
- Хавијер Камара као Гилмеро Паломари - Шеф рачуноводства Кали картела (сезона 3)
- Андреа Лондо као Марија Салазар - жена колумбијског наркобоса повезаног са картелом из Северне долине (сезона 3)
- Кери Бише као Кристина Хурадо - жена банкара који је повезан са Кали картелом (сезона 3)
- Мајкл Штахл-Давид као Крис Феист - агент управе за сузбијање наркотика који је ради за Пењу (сезона 3)
- Мат Велан као Данијел Ван Нес - агент управе за сузбијање наркотика који је ради са Феистом (сезона 3)
- Артуро Кастро као Давид Родригез - Мигелов син (сезона 3)
- Мигел Анхел Силвестре као Френклин Хурадо (сезона 3)

## Продукција
Серија је најављена у априлу 2014. године, кроз споразум о партнерству између Нетфликса и Гаумонт међународне телевизије. Серија је најпре написана од стране Криса Бранката и режиран од стране Бразилског ствараоца филмова Хозеа Падиље, који је режирао и критички и комерцијално успешан филм Елитни тим (2007), пре него што режира свој наставак у 2010. години, који је постао највећи филм икада по заради у Бразилу. 15. септембра 2017. године један од извиђача локација за снимање серије Карлос Муњоз Портал убијен је у свом аутомобилу, на забаченом путу у централном Мексику у близини града Темаскалапа. Гласноговорник генералног тужиоца у држави Мексико изјавио је да због удаљене локације нема сведока и да ће власти наставити да истражују. Постоји могућност да су нарко картели укључени у ово убиство.

### Отварање теме и насловне секвенце

#### Насловна картица
Наркос отвара насловну картицу, из које приповедач чита: "Магични реализам се дефинише када се нешто дешава врло детаљно и у реалном окружењу је превише чудно да се у то поверује. Постоји разлог да се у Колумбији родио магични реализам."

#### Отварање теме
Тема на отварању наркоса, "Тухо", је болеро написана и састављена за емисију од стране бразилског певача и песника Родрига Амарантеа. 

#### Визуелна монтажа
Тема резултује визуелну монтажу која садржи насловну секвенцу, коју је створио ДК студио под вођством уметничког директора Том О’Нила. Слике из 1980-тих говоре о колумбијској трговини дрогом уопште, о покушају САД да то све контролише, популарности ове ере, снимке планинских регија Боготе и околних сиромашних насеља, снимака локалних становника, архивираних вести и насиља. Монтажа укључује неке људе који нису били спремни да се појаве на листи сарадника, али укључује и неке снимке и слика Пабла Ескобара и његових људи, као што су они у зоолошком врту који су дошли директно од наркобосовог личног фотографа, који се представљао именом "Ел Чино". Према речима О’Нила, продуцентски тим је био инспирисан сликама из фото албума Џејмса Молисона под именом "Сећање на Пабла Ескобара".

### Етимологија
Од касног средње енглеског "Narcotics", од старог француског "Narcotique", преко средњевековног латинског језика из грчког "Narkōtikos". На шпанском језику, термин "Narco" је скраћеница речи "narcotraficante" што у преводу значи трговац дрогом. Пре него је употребљена, у САД, реч "narcо" послата је официру специјалисти полиције за наркотике, као што је агент управе за сузбијање наркотика.